# Jókai (krater)
Jókai är en nedslagskrater på planeten Merkurius, med en diameter på ungefär 93 kilometer.
1976 uppkallades kratern efter den ungerske författaren Mór Jókai.